# Hafen Sabetta

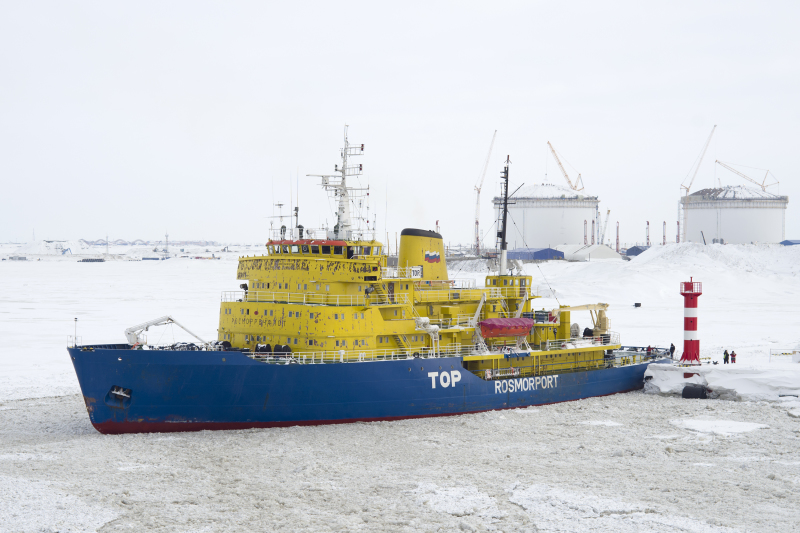
Der russische Eisbrecher Tor im zugefrorenen Hafen Sabetta (Ende März 2015)

Der Hafen Sabetta (russisch Порт Сабетта) ist ein russisches Infrastrukturprojekt auf der sibirischen Jamal-Halbinsel im Autonomen Kreis der Jamal-Nenzen. Von hier wird Erdgas in einer neu errichteten Anlage zu Flüssigerdgas (LNG) heruntergekühlt und mit Flüssiggastankern nach Europa, aber auch nach Asien transportiert. Das Projekt wurde 2018 abgeschlossen.
Nach Baubeginn 2013 wurde im Dezember 2017 der erste Tanker mit Flüssiggas beladen. Am Projekt sind neben Nowatek (50,1 %) noch Total, CNPC (je 20 %) und der chinesische Seidenstraßen-Fonds (9,9 %) beteiligt. Die Investitionssumme wird auf 27 Mrd. US-Dollar geschätzt.
Der Hafen mit einer Größe von 138 Hektar soll auf eine Kapazität von 17,85 Millionen Tonnen im Jahr erweitert werden. Die Halbinsel Jamal verfügt über große, vorher unerschlossene Erdgasfelder. Insbesondere das seit 1974 bekannte Feld Süd-Tambeiskoje soll ausgebeutet werden, die geplante und rechtlich zugesicherte Förderdauer reicht bis 2045.
Das Projekt wurde möglich, da die globale Erwärmung die Nordostpassage nördlich von Russland und südlich der Arktis je nach Standort für einige Monate oder sogar das ganze Jahr über eisfrei gemacht hat. Im Dezember 2017 erreichte erstmals ein Gastanker, die Eduard Toll, ohne Eisbrecher im Winter den Hafen Sabetta; er kam aus Südkorea und fuhr anschließend nach Frankreich.